# 1988 SP
1988 SP är en asteroid i huvudbältet som upptäcktes den 18 september 1988 av den belgiske astronomen Henri Debehogne vid La Silla-observatoriet.
Asteroiden har en diameter på ungefär 3 kilometer.